# Aston Martin AMB 001
L'Aston Martin AMB 001 est un modèle de moto sportive produite par le constructeur automobile britannique Aston Martin à partir de 2020. Elle est la première moto d'Aston Martin.

## Présentation
L'Aston Martin AMB 001, présentée en novembre 2019, est produite en série limitée à cent exemplaires en France, à Toulouse, par le constructeur de moto Brough Superior. Elle est vendue au tarif de 108 000 €.
La sportive anglaise est non-homologuée pour la route.

## Caractéristiques techniques
L'Aston Martin à deux roues fait appel à une structure en fibre de carbone et titane, une fourche à double triangulation jumelée et elle revêt une peinture « Stirling Green » typique de la marque.
Elle reçoit un bicylindre en V de 997 cm3 turbocompressé d'une puissance de 180 ch. Le rapport poids/puissance vaut 1 kg/ch.